# Cyperus splendens
Cyperus splendens är en halvgräsart som först beskrevs av Henri Chermezon, och fick sitt nu gällande namn av Georg Kükenthal. Cyperus splendens ingår i släktet papyrusar, och familjen halvgräs. Inga underarter finns listade i Catalogue of Life.